# Gamma Ray
Gamma Ray je německá powermetalová hudební skupina, která byla založena bývalým členem skupiny Helloween, kytaristou, zpěvákem a skladatelem Kai Hansenem.

## Historie
Za počátek historie kapely lze považovat okamžik, kdy se Kai Hansen rozhodl po čtyřech letech opustit svou někdejší kapelu, Helloween. Svůj odchod zřejmě plánoval již několik let předem kvůli údajnému psychickému vyčerpání z dlouhých turné, kterých se kapela účastnila. Úmysl nakonec uskutečnil roku 1988, který vyjádřil i v písni I Want Out. Jak uvedl Hansen: "Bylo to prohlášení, ano. Nebylo to jen chtít pryč z kapely, byla to obecná věc vztahující se ke všemu, co se dělo kolem: špatné vedení, ostatní lidé, kteří nám říkají, kde máme být a co máme dělat, nikdy nekončící vnitřní diskuse… Chtěl jsem se jen rozhoupat.“
Kai Hansen se rozhodl zformovat nové hudební těleso, v roce 1989 se proto spojil se svým dlouhodobým přítelem, Ralfem Scheepersem, který působil jako zpěvák ve skupině Tyran Pace. Nedlouho poté se připojili hráč na baskytaru Uwe Wessel a bubeník Mathias Burchardt, čímž kapela dorostla do plné sestavy.
V roce 1990 skupina vydala své první album, Heading for Tomorrow, které se ihned usadilo v hudebních žebříčcích v Německu a Japonsku. Jako hostující hráč na baskytaru byl k tvorbě tohoto alba přizván i Dirk Schlächter, který se nakonec přidal k regulérní sestavě skupiny jako druhý kytarista. V důsledku neschopnosti účastnit se turné po vydání prvního alba skupinu také opustil bubeník Mathias Burchardt, jehož post byl vzápětí obsazen Uli Kuschem.
V roce 1991 vzniklo druhé album v pořadí, Sigh No More, které bylo kritiky i fanoušky opět hodnoceno velmi pozitivně, ač se styl hudby od alba Heading for Tomorrow mírně odlišoval. Konec prací na tomto albu byl opět předznamenáním významných personálních změn v sestavě kapely - kapelu opustili hráč na baskytaru Uwe Wessel a bubeník Uli Kusch. Obě volná místa byla vzápětí obsazena hráčem na baskytaru Janem Rubachem a bubeníkem Thomasem Nackem. V této sestavě bylo následně vytvořeno nové album Insanity and Genius, které bylo vydáno, kvůli budování vlastního studia, po dvouleté pauze (roku 1993). Zde se kapela vrací ke svému původnímu stylu, představenému albem Heading for Tomorrow. Toto je také první album Gamma Ray, na němž můžeme slyšet hlas Kaie Hansena] který do té doby hrál pouze na kytaru. Zde nazpíval píseň Heal Me. Tato skutečnost také předznamenala odchod zpěváka Ralfa Scheeperse, který měl původně celé album nazpívat sám. Jeho tehdejší bydliště se však nacházelo daleko od města Hamburg, ve kterém skupina měla studio, a Ralf se tak nemohl pravidelně účastnit nahrávání alba. Kromě toho se ve stejné době nadějně ucházel o post zpěváka ve skupině Judas Priest. Po diskuzi s ostatními členy nakonec skupinu opustil.
Jelikož skupina zůstala bez zpěváka, postu se nakonec ujal sám Kai Hansen, přičemž nadále působil i jako kytarista. Následující album, které vyšlo v roce 1995 - Land of the Free - je již kompletně nazpíváno Kaiem. Toto album bylo kritiky i fanoušky přijato velmi pozitivně a je dodnes jedním z nejzásadnějších alb Gamma Ray.
Skupina se nadále nevyhnula významným změnám v sestavě - kapelu totiž opustili Jan Rubach a Thomas Nack, čímž se uvolnil post baskytaristy a bubeníka. Jako nový bubeník byl obsazen Dan Zimmermann a baskytary se ujal Dirk Schlächter, který tímto již přestal působit jako druhý kytarista. Jelikož však skupina druhého kytaristu potřebovala, nedlouho poté se ke Gamma Ray připojil Henjo Richter. Tímto se sestava definitivně zkompletovala a beze změny vydržela až dodnes.
V roce 1997 vyšlo další studiové album, Somewhere Out In Space, které představilo zcela nový směr, jenž hudebně i lyricky čerpal z tajemných, až mytických abstraktních motivů vesmíru a neznáma. V podobném duchu se neslo i následující album Powerplant, které vyšlo o dva roky později (1999). To bylo vřele přijato po celém světě a mnozí fanoušci jej dodnes považují za nejlepší album, které kdy skupina vydala.
V roce 2000 následovalo album Blast from the Past, které obsahuje přepracované písně zejména z prvních alb skupiny, přičemž kromě instrumentálních vylepšení jsou také všechny nazpívány Kaiem Hansenem.
Skupina pokračovala v roce 2001 vydáním alba No World Order, které obsahovalo hudební motivy zjevně vycházející z klasických kapel žánru NWOBHM, jako např. Judas Priest nebo Iron Maiden. Ač byla skupina mnohými nařčena z příliš okatého kopírování některých těchto motivů, album si mezi fanoušky vysloužilo veliký úspěch.
Další album, Majestic, se objevilo roku 2005 a pokračovalo v cestě započaté předchozím albem. Přesto se mezi fanoušky nestalo tak oblíbeným.
V roce 2005 se objevilo album Land of the Free II, které se mělo hudebně vrátit ke stylu reprezentovanému albem Land of the Free, které je jedním z nejoblíbenějších alb skupiny Gamma Ray. Po vydání alba bylo také uspořádáno společné turné s kapelou Helloween, Hellish Rock 2007/2008 World Tour, společně s předskokany Axxis nebo Sabaton (na každém z koncertů byl vždy jen jeden z nich).

## Složení

### Nynější členové
- Kai Hansen - zpěv, kytara (od roku 1988)
- Henjo Richter - kytara (od roku 1997)
- Dirk Schlächter - kytara (1990-1997), baskytara (od roku 1997)
- Michael Ehré - bicí (od roku 2012)
- Frank Beck - zpěv (od roku 2015)

### Bývalí členové
- Ralf Scheepers - zpěv (1989-1995)
- Uwe Wessel - baskytara (1988-1993)
- Jan Rubach - baskytara (1993-1997)
- Mathias Burchard - bicí (1989-1990)
- Uli Kusch - bicí (1990-1993)
- Thomas Nack - bicí (1993-1997)
- Dan Zimmermann - bicí (1997-2012)

## Diskografie

### Studiová alba
- Heading for Tomorrow (1990)
- Sigh No More (1991)
- Insanity and Genius (1993)
- Land of the Free (1995)
- Somewhere Out In Space (1997)
- Powerplant (1999)
- No World Order (2001)
- Majestic (2005)
- Land Of The Free II (2007)
- To The Metal! (2010)
- Empire of the Undead (2014)

### Singly
- Heaven Can Wait (1990)
- Who Do You Think You Are? (1990)
- Future Madhouse (1993)
- Rebellion In Dreamland (1995)
- Silent Miracles (1996)
- Valley Of The Kings (1997)
- Heaven Or Hell (2001)
- Skeletons & Majesties (2011)
- Master of Confusion (2013)

### Kompilace
- The Karaoke Album (1997)
- Hansen Worx (1998)
- Blast From The Past (2000)

### Živé nahrávky
- Alive '95 (1996)
- Skeletons In The Closet (2003)
- Hell Yeah!!! - The Awesome Foursome... (2008)

### Videa
- Heading For The East VHS (1990)
- Lust For Live VHS (1994)
- Heading For The East DVD (2003)
- Lust For Live DVD (2003)
- Hell Yeah!!! - The Awesome Foursome... DVD (2008)